# Аксу (притока Тариму)
Аксу (кит.: 阿克苏河; Піньінь: Ākèsù hé ; в перекладі з тюркських Льодовикова вода) річка в Сіньцзяні у Китаї.
Аксу розпочинається в східній частині Киргизстану, в горах Тянь-Шань на схилах хребтів Терскей-Ала-Тоо і Чон-Ашу-Тор біля китайського кордону. Звідси вона прямує на захід, після повертає на південь і виходить до Сіньцзяну в північній частині Таримського басейну. В місті Аксу приймає свою найбільшу притоку — річку Тошкан, яка прямує із заходу. Після чого Аксу прямує на південь через пустелю Такла-Макан, де утворює річку Тарим. Аксу — єдина фундаторка Тариму що має цілорічний стік. Середня витрата води в нижній течії 208 м³/с. Живлення сніго-дощеве. Літня повінь.